# Matabeleland North
Matabeleland North er en provins i Zimbabwe. Den har et areal på 75.025 km² og en befolkning på omkring 700.000 indbyggere (2002). Bulawayo er provinsens hovedby.
Victoria Falls ligger ved Zambezi-floden, som udgør den nordlige grænse af provinsen. Hwange nationalpark ligger også her. Hwange og Victoria Falls er de eneste andre byer i provinsen.
Provinsen er opdelt i følgende distrikter:
- Binga
- Dete
- Lupane
- Tsholotsho
- Nkayi

19°00′S 27°30′Ø / 19°S 27.5°Ø